# Antoni Szemik
Antoni Szemik ps. „Zając”, „Toni” (ur. 9 czerwca 1913 w Pietrzykowicach Żywieckich, zm. 10 czerwca 1993) – polski członek Tajnej Organizacji Wojskowej, potem Związku Walki Zbrojnej w latach 1940-1941 oraz od 1942 Armii Krajowej; od 1942 w funkcji zwiadowcy, wywiadowcy i łącznika na terenie Żywiecczyzny. Prowadził także działalność dywersyjną; od 1944 do 1945 członek oddziału zwiadowczego „Garbnik” 21 Dywizji Piechoty Armii Krajowej. Za swoją patriotyczną działalność w Armii Krajowej pośmiertnie dwukrotnie odznaczony przez Prezydenta Rzeczpospolitej Polskiej. W dniu 19 sierpnia 1993 roku odznaczony Krzyżem Armii Krajowej (legitymacja AK, nr 12-93-125), a następnie przez Komitet Organizacyjny 50-lecia Powstania Warszawskiego i „Akcji Burza” pod protektoratem Prezydenta Rzeczpospolitej Polskiej, Antoniemu Szemikowi nadano odznakę pamiątkową Akcji „Burza”.

## Życiorys
Antoni Szemik urodził się 9 czerwca 1913 we wsi Pietrzykowice koło Żywca. Był nieślubnym synem barona Otto von Klobus (ur. 18 stycznia 1874 w Łodygowicach; zm. 26 sierpnia 1943 tamże) – właściciela ziemskiego, po ojcu z rodu Klobusów z Brna (Morawy, Czechy) oraz ze strony matki z rodziny hrabiów De Weeber-Primavesi z Vyšovic na Morawach (Czechy) obejmujących tereny tzw. państwa łodygowickiego, czyli wielu miejscowości położonych między Żywcem i Bielskiem, włączając w to Łodygowice, gdzie baron von Klobus miał swoją główną rezydencję. Matką Antoniego była Katarzyna Szemik (ur. 1890-zm. 1950), pracownica szklarni kwiatowych w Łodygowicach, należących do dworu barona von Klobusa. Antoni Szemik był wychowany przez matkę, i pod jej nazwiskiem, w Pietrzykowicach Żywieckich, na ziemi podarowanej jej przez barona von Klobusa. Antoni Szemik miał jedynie młodszego przyrodniego brata (Władysława) z późniejszego małżeństwa jego matki z Michałem Pitry.
Po ukończeniu Szkoły Powszechnej w Pietrzykowicach Żywieckich, Antoni Szemik uczył się w Szkole Przemysłowej w Bielsku. Służbę wojskową odbył w 21. Dywizji Piechoty Górskiej w Białej [21 DPG (Bielsko-Biała)]. Na początku lat trzydziestych XX w., był członkiem Stowarzyszenia Gimnastycznego „Sokół” w Żywcu. 
W roku 1939 poślubił Józefę z domu Matlas (ur. 1 stycznia 1912, zm. 27 maja 1991). Zostali rodzicami ośmiorga dzieci (Klary, Antoniego, Reginy, Franciszki, Anny, Mieczysławy, Haliny oraz Stanisława, zmarłego w 2020). 

### Działalność partyzancka w czasie II wojny światowej
Antoni Szemik został zaprzysiężony do działalności konspiracyjnej w 1940 roku. Początkowo działał w strukturach Tajnej Organizacji Wojskowej, utworzonej w Żywcu przez kapitana rezerwy Wenancjusza Zycha – nauczyciela i kierownika Szkoły Powszechnej w Kolebach koło Żywca. Organizacja ta została później włączona w struktury Związku Walki Zbrojnej, a od 1942 roku stanowiła część Armii Krajowej. Z uwagi na biegłą znajomość języka niemieckiego oraz odpowiednie cechy osobowościowe, zamiast służby partyzanckiej wyłącznie w oddziałach leśnych, Szemik został oddelegowany do zadań wywiadowczych, a następnie zwiadowczych.  
W latach 1940–1942 na terenie Żywiecczyzny niemieckie władze okupacyjne przeprowadziły akcję wysiedleńczą znaną jako Aktion Saybusch. W jej ramach przymusowo przesiedlono około 22 tysięcy Polaków i Żydów, a na ich miejsce osiedlono ludność niemiecką – głównie volksdeutschów i tzw. landwirtów – pochodzącą z terenów Narwi, Galicji Wschodniej, Wołynia oraz z regionów Besarabii (obecnie część Mołdawii), Bukowiny i Dobrudży. Tło demograficzne regionu miało istotne znaczenie – przed wojną Bielsko nazywano "Małym Berlinem" z uwagi na znaczną liczbę mieszkańców pochodzenia niemieckiego, co wpływało na ograniczenia w działaniach polskiego kontrwywiadu wojskowego w latach 1934–1939, gdy relacje polsko-niemieckie były oficjalnie poprawne.
Decyzja o włączeniu powiatu żywieckiego bezpośrednio do III Rzeszy była motywowana m.in. jego znaczeniem gospodarczym oraz obecnością ludności niemieckiej o rozbudowanym potencjale organizacyjnym. W tym kontekście Antoni Szemik, działając w strukturach Tajnej Organizacji Wojskowej, a następnie Związku Walki Zbrojnej i Armii Krajowej, prowadził działania wywiadowcze i kontrwywiadowcze. Do jego zadań należało m.in. ustalanie, które rodziny polskie znajdowały się na listach przeznaczonych do wysiedlenia do Generalnego Gubernatorstwa lub deportacji na roboty przymusowe w głąb Rzeszy. Dzięki swoim działaniom zdołał ostrzec wielu mieszkańców Żywca, Pietrzykowic i okolic przed grożącym im niebezpieczeństwem. Szemik, wykorzystując znajomości sprzed wojny, w tym kontakty w rejonie Suchej (od 1965 roku Sucha Beskidzka) oraz na terenach dawnej granicy polsko-czechosłowackiej, pomagał zagrożonym osobom w ucieczce – najczęściej do Generalnego Gubernatorstwa, a czasem także na Słowację. Stamtąd, przez Węgry, możliwe było przedostanie się do Francji i wstąpienie do formującego się tam Wojska Polskiego pod dowództwem gen. Władysława Sikorskiego.
Działalność wywiadowcza na terenie Obwodu Żywiec (początkowo kryptonim „Żegota”, później „Bojowica”), wchodzącego w skład Okręgu Śląsk Armii Krajowej, była szczególnie trudna. Provinz Schlesien, podobnie jak w powiecie Bielitz, do której należały te tereny, była zdominowana przez język niemiecki jako urzędowy. Społeczność lokalna, w dużej mierze podejrzliwa wobec Polaków i nieprzychylna działalności niepodległościowej, była pod ścisłą obserwacją ze strony administracji hitlerowskiej, proniemieckich Ślązaków oraz nowych obywateli Rzeszy, którzy podpisali volkslistę. Każdy podejrzany przejaw nielojalności wobec władz okupacyjnych był natychmiast zgłaszany, a rozwinięta sieć donosicieli i konfidentów skutecznie utrudniała funkcjonowanie polskiego podziemia. 
Wiosną 1942 roku do struktur kierowniczych Armii Krajowej na Żywiecczyźnie (obwód o kryptonimie „Żegota”) oraz inspektoratu w Bielsku („Tkalnia”) przeniknął agent Gestapo, Stanisław Ryszard Dembowicz, ps. „Radom”. Jego działalność doprowadziła do fali masowych aresztowań wśród członków konspiracji. W dniu 26 września 1942 roku w Pietrzykowicach Żywieckich zatrzymano szereg kluczowych działaczy lokalnego podziemia, w tym por. WP Antoniego Cadra, ps. „Rola” – zastępcę do spraw taktycznych i odpowiedzialnego za magazyny broni w Jeleśni, Żywcu i Lipowej, a także komendanta AK w Łodygowicach por. Kazimierza Barona wraz z żoną Agnieszką z domu Suchanek. Wśród zatrzymanych znaleźli się również por. Stanisław Midor, ps. „Szary” (oficer broni), jego ciężarna żona Rozalia, por. Władysław Trznadel, Antoni Kozioł (zamordowany podczas śledztwa w Mysłowicach), Alojzy Laszczak, Augustyn Szemik, Józef Zarazik oraz kilku innych członków organizacji. W wyniku dekonspiracji aresztowany i stracony został również podchorąży Jan Urbaniec, ps. „Ponton”, bliski współpracownik kpt. Wenancjusza Zycha oraz redaktor konspiracyjnego pisma Hasło. Część działaczy zdołała uniknąć aresztowania, m.in. komendant obwodu kpt. rez. W. Zych, szef wywiadu Antoni Płanik oraz łączniczka z inspektoratu bielskiego Zofia Lach – wszyscy przedostali się do Generalnego Gubernatorstwa. Na skutek tych wydarzeń struktury AK w powiatach bielskim i żywieckim uległy rozbiciu. 
Wiosną 1943 roku rozpoczęto odtwarzanie ruchu oporu. W miejscowości Żabnica, w rejonie górskim, z inicjatywy rtm. Wacława Zdyba, ps. „Janusz”, „Zawieja” (przysłanego z Kedywu Komendy Okręgu Śląsk) oraz komendanta obwodu „Bojowica”, Antoniego Płanika, ps. „Roman”, utworzono zalążek nowego oddziału partyzanckiego. Początkowo działała tam jedna drużyna pod dowództwem plut. rez. Jana Górnego, ps. „Leo”. Formacja szybko się rozrastała i już w sierpniu 1943 roku została przekształcona w trzy niezależne drużyny: „Romanka”, „Malinka” i „Czarni”, tworzące oddział partyzancki „Beskid Zachodni”. Dowództwo nad całością objął st. sierż. Wojciech Galica, ps. „Jeleń”. Z dowódcą oddziału oraz bezpośrednio z komendą obwodu współpracowali zwiadowcy, wywiadowcy i łącznicy, wśród których znaleźli się m.in. Antoni Szemik, ps. „Zając”, „Toni” oraz Edward Adamczyk, ps. „Kurata”, „Pasierb”. Oddziały operowały na terenie powiatu żywieckiego: „Romanka” działała w rejonie góry Romanki pod dowództwem por. Czesława Świąteckiego, ps. „Surma”; „Malinka” w lasach Lipowej, Radziechów i Węgierskiej Górki pod dowództwem plut. Jamnika; a „Czarni” w okolicach Wisły Malinki i Ustronia, dowodzili nimi m.in. plut. Lis. Do głównych zadań tych formacji należało prowadzenie akcji sabotażowych wymierzonych w gospodarkę niemiecką oraz likwidacja konfidentów i kolaborantów.
Z czasem oddział partyzancki „Beskid Zachodni” rozszerzył zakres swojej działalności o akcje dywersyjne, koncentrując się przede wszystkim na zakłócaniu niemieckich transportów kolejowych. Intensywna aktywność jednostki trwała do końca 1943 roku, jednak już w listopadzie, w obliczu trudnych warunków atmosferycznych (obfite opady śniegu, silne mrozy), a także problemów związanych z lokalizacją i zaopatrzeniem, większość oddziału została czasowo rozformowana. Działalność zbrojna została wznowiona na wiosnę 1944 roku. 
W lipcu tegoż roku z inicjatywy byłych żołnierzy „Beskidu Zachodniego” oraz nowo zrekrutowanych ochotników powołano ponownie oddział partyzancki, tym razem o charakterze dywersyjno-rozpoznawczym, funkcjonujący pod kryptonimem „Garbnik”. Jednostka została włączona w skład 21. Dywizji Piechoty Armii Krajowej. Nowo sformowany oddział liczył ponad 100 partyzantów, podzielonych na trzy plutony, uzbrojonych głównie w broń pochodzenia niemieckiego i brytyjskiego, pozyskaną ze zrzutów alianckich. Plutony podlegały bezpośrednio komendantowi Obwodu Żywiec, por. Antoniemu Płanikowi, ps. „Roman”. Formacje te stacjonowały przede wszystkim w rejonach leśnych Kocierza, Gilowic oraz w Wielkiej Puszczy Beskidu Małego. Bliskość ich lokalizacji umożliwiała skuteczniejsze prowadzenie wspólnych akcji oraz zwiększała poziom bezpieczeństwa operacyjnego. Zaopatrzenie zdobywano poprzez rekwizycje w gospodarstwach niemieckich osadników. Uzbrojenie uzupełniano natomiast poprzez rozbrajanie funkcjonariuszy niemieckiej Straży Leśnej, pojedynczych żołnierzy i policjantów, a także małych patroli Wehrmachtu. Oddział „Garbnik” dysponował dobrze rozwiniętą siecią terenowych wywiadowców i łączników, wśród których znajdował się również Antoni Szemik.
Oddział Partyzancki „Garbnik” ściśle współpracował z oddziałem „Sosienki”, dowodzonym przez por. Jana Wawrzyczkę, działającym w rejonie Oświęcimia (Obwód Oświęcim, kryptonimy: „Olgierd”, „Ogar”, „Bielmo”). „Sosienki” były zaangażowane w organizowanie ucieczek z KL Auschwitz oraz w pomoc uciekinierom w dotarciu do „Garbnika”. Oddział „Garbnik” dostarczał „Sosienkom” broń, w tym pistolety, rewolwery, granaty oraz materiały wybuchowe. Przekazany przez „Garbnik” materiał wybuchowy („plastik”) został wykorzystany do zniszczenia III krematorium podczas buntu i ucieczki Sonderkommanda. Dowódca „Sosienek” ukrywał uciekinierów w rejonie Beskidu Żywieckiego, kierując ich do por. Czesława Świąteckiego ps. „Surma” tzw. Szlakiem Babinicza, jak również do oddziału „Garbnik”. Antoni Szemik zajmował się obserwacją terenu, zbieraniem informacji wywiadowczych oraz organizowaniem kwater dla osób zdekonspirowanych, zagrożonych aresztowaniem oraz dla uciekinierów. Część z nich, po odzyskaniu zdrowia, wstępowała do oddziału „Garbnik”, który łącznie przyjął około 50 osób, w tym 21 tylko w październiku 1944 roku. Oddział udzielał również pomocy zbiegłym jeńcom wojennym oraz radzieckim spadochroniarzom napotkanym w Wielkiej Puszczy Beskidu Małego, przyjmując ich na zasadzie braterstwa broni.

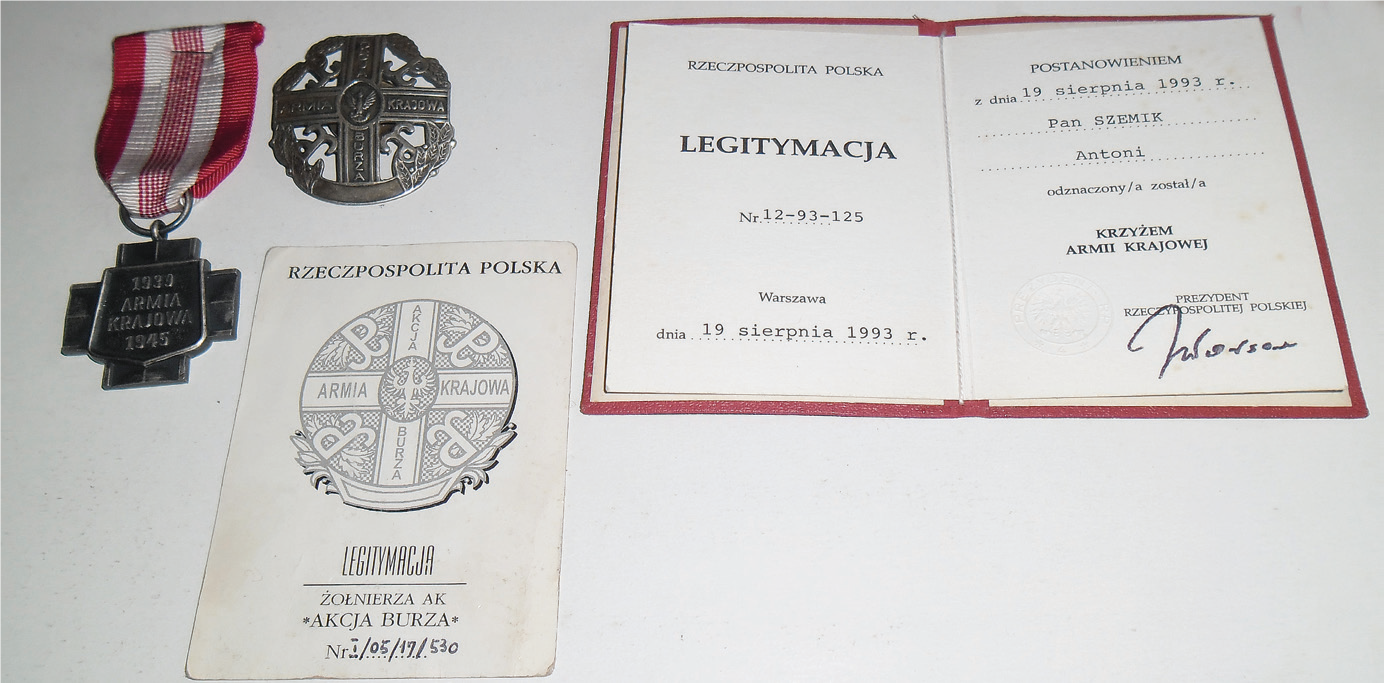

W sierpniu 1944 roku Gestapo z Żywca aresztowało Antoniego Szemika oraz jego przyjaciela Edwarda Adamczyka z Pietrzykowic, ps. „Kurata”, „Pasierb”. Antoni Szemik był formalnie zatrudniony w hurtowni tekstyliów w Żywcu, prowadzonej przez Austriaka Jakuba Oberhausera i jego wspólnika, prawdopodobnie Niemca o nazwisku Rotter. Praca ta zapewniała mu legalne dokumenty tożsamości (tzw. Kenkartę) oraz dawała możliwość udzielania pomocy lokalnej ludności w zdobywaniu materiałów tekstylnych. W hurtowni pracowało również kilka innych osób z Pietrzykowic. Obiekt znajdował się w bezpośrednim sąsiedztwie posterunku Policji w Żywcu, a część okien wychodziła na jego dziedziniec, co umożliwiało obserwację przybywających tam osób, w tym niemieckich funkcjonariuszy. Po zatrzymaniu Szemik i Adamczyk zostali brutalnie pobici podczas przesłuchania, a następnie wyrzuceni na podwórze posterunku. Antoni Szemik, obawiając się ponownego aresztowania, nie wrócił do domu, co uchroniło go przed deportacją do obozu koncentracyjnego. Edward Adamczyk, który wrócił do miejsca zamieszkania, został wkrótce ponownie aresztowany, w areszcie śledczym (Gefängis Myslowitz) w Mysłowicach i osadzony w obozie. Adamczyk został ostatecznie przewieziony do KL Gross-Rosen (Rogoźnica, Dolny Śląsk), a następnie do podobozu KL Flossenbürg (w pobliżu Weiden, Bawaria), skąd trafił do KL Dachau. Został wyzwolony w kwietniu 1945 roku przez wojska amerykańskie.
Po aresztowaniu w 1944 roku Antoni Szemik musiał się ukrywać. Udało mu się uniknąć ponownego zatrzymania podczas łapanki zorganizowanej przez Niemców, którzy obstawili stacje kolejowe w Żywcu i Pietrzykowicach (pierwszy przystanek w kierunku Katowic), planując jego zabicie. Podobny los spotkał jego kolegę z innego plutonu, zastrzelonego w Cieszynie. W Łodygowicach (druga stacja od Żywca w kierunku Bielska-Białej i Katowic) Szemik został ostrzeżony przez pasażera, który wsiadł do pociągu. Wysiadł w biegu, wykorzystując fakt, że pociąg zwalniał na zakręcie – manewr ten uratował mu życie. Tego samego dnia na stacji kolejowej w Pietrzykowicach funkcjonariusze Gestapo rozstrzelali kilka osób działających w konspiracji w pobliskich miejscowościach, m.in. w Zarzeczu i Zadzielu. 
Na początku 1945 roku, w związku ze zbliżającym się frontem wschodnim, wojska niemieckie rozpoczęły wycofywanie się z Żywiecczyzny, stosując strategię tzw. „spalonej ziemi”. W Żywcu podpalono zakłady przemysłowe, w Czernichowie wysadzono most na rzece Sole, a w Porąbce zniszczono jedno z przęseł zapory wodnej. Planowano zniszczenie całej infrastruktury hydrotechnicznej w regionie. Oddział partyzancki „Garbnik” przeprowadził atak na niemiecki posterunek przy zaporze i utrzymał jej kontrolę do czasu nadejścia oddziałów Armii Czerwonej. Front dotarł do rejonu Żywca i Pietrzykowic Żywieckich 3 lutego 1945 roku. Do tego momentu w samej miejscowości Pietrzykowice zginęły 24 osoby. Akcja Burza była na terenie obwodów Armii Krajowej bielskiego i żywieckiego prowadzona w ograniczonym zakresie. Pomoc aliancka z Zachodu nie nadeszła, a dostępność zaopatrzenia – zwłaszcza żywności – malała, m.in. z powodu ucieczki osadników niemieckich. Działania wojenne doprowadziły do przerwania ruchu kołowego oraz zerwania łączności z Komendą Okręgu Śląsk AK, która została przeniesiona do Krakowa. Rozkaz rozwiązania Armii Krajowej został przekazany przez gen. Leopolda Okulickiego 19 stycznia 1945 roku, na polecenie władz emigracyjnych w Londynie. Komendant Obwodu Żywieckiego AK, por. Antoni Płanik ps. „Roman”, uzyskał informację o rozkazie 4 lutego, a jego podkomendni z oddziału „Garbnik” w kolejnych dniach.
W marcu 1945 roku na Żywiecczyźnie doszło do odtworzenia struktur konspiracyjnych pod nazwą „Armia Krajowa–1945”. Działanie to wynikało z doniesień o przejmowaniu władzy na wyzwolonych terenach przez sowieckie Komendatury Wojenne, a także o przypadkach represji wobec byłych żołnierzy AK – w tym aresztowań, wywózek na Syberię, skrytobójczych zabójstw i organizowania specjalnych obozów internowania. Podczas ostatniego zebrania partyzanckiego pod Magórą Żywiecką w rejonie Prusowa w kwietniu 1945 roku, odczytano rozkaz ostatniego komendanta Okręgu Krakowskiego AK, płk. Przemysława Nakoniecznikoffa ps. „Kruk II”. Rozkaz ten nakazywał: „Ludzi spalonych wobec naszego sąsiada [ZSRR] przerzucić na inne tereny po zaopatrzeniu w odpowiednie dokumenty. Każdy powinien się czuć nadal żołnierzem Polakiem, mającym stawić się na żądanie. Przysięga obowiązuje nadal”. 
Żołnierze Oddziału Partyzanckiego „Garbnik” po zakończeniu okupacji niemieckiej utworzyli dwa plutony, które kontynuowały działalność zbrojną, tym razem skierowaną przeciwko nowo ustanowionej władzy komunistycznej. W rejonie byłego Obwodu Żywieckiego Armii Krajowej (kryptonim „Bojowica”) doszło do sytuacji wyjątkowej – przez dwa miesiące oddział walczył równocześnie z wycofującymi się siłami niemieckimi i wkraczającymi oddziałami sowieckimi. Komendantem obwodu pozostał por. Antoni Płanik, który został awansowany do stopnia kapitana czasu wojny. Dalsze prowadzenie działalności konspiracyjnej w oparciu o struktury rozwiązanej Armii Krajowej okazało się jednak niemożliwe wobec zmieniających się realiów politycznych. W sierpniu 1945 roku ogłoszono amnestię (ustawa z 2 sierpnia 1945 r.), z której skorzystała część członków podziemia. W dniu 12 października 1945 roku kpt. Płanik ujawnił przed nowymi władzami strukturę byłego Obwodu AK oraz oddział „Armia Krajowa–1945”. Nie wszyscy jednak zdecydowali się na ujawnienie – m.in. Antoni Szemik oraz działający w regionie żywiecki wywiad pozostali w ukryciu. 

### Życie i działalność po II wojnie światowej
W lipcu 1945 roku Antoni Szemik, wraz z grupą byłych żołnierzy Armii Krajowej, wyjechał na tzw. Ziemie Odzyskane. Wyjazd ten był możliwy dzięki zorganizowanej migracji mieszkańców Pietrzykowic Żywieckich oraz innych miejscowości powiatu żywieckiego, którzy zdecydowali się osiedlić na terenach przyłączonych do Polski po zakończeniu II wojny światowej. Antoni Szemik udał się do Kudowy-Zdroju nie z powodów migracyjnych, lecz w celu ukrycia się przed komunistycznymi służbami bezpieczeństwa. Według badaczki Marty Midor-Burak, zajmującej się historią wspólnoty rodzin pochodzących z Żywiecczyzny, jego pobyt w Kudowie miał charakter celowego wycofania się z życia publicznego. Kudowa-Zdrój, ze względu na ukształtowanie terenu przypominające Beskid Żywiecki, stała się miejscem zamieszkania Antoniego Szemika. Osiedlił się w dzielnicy Zakrze, gdzie prowadził sklep spożywczy, prawdopodobnie nieposiadający oficjalnie jego nazwiska. Sklep przez niego prowadzony mieścił się w budynku przy ul. Zdrojowej 5, który istnieje do dziś. Z dokumentów archiwalnych przechowywanych w Archiwum Państwowym w Ząbkowicach Śląskich, zbadanych przez Annę Szemik-Hojniak, wynika, że w marcu 1946 roku Szemik zarejestrował działalność sklepu spożywczego przy ówczesnej ul. Stalina 7 na swoje nazwisko. Już w grudniu tego samego roku wyrejestrował jednak firmę z nieznanych powodów, po czym sklep został zarejestrowany na inną osobę. Mimo to Antoni Szemik nadal pracował w sklepie i często tam nocował. Funkcjonowanie sklepu jako miejsca zamieszkania i pracy Szemika potwierdziła rodzina Hanarzów, zamieszkująca ten sam budynek. Świadkowie potwierdzili również, że żona Antoniego Szemika wraz z dziećmi przyjeżdżała do niego z Pietrzykowic Żywieckich. Podczas pogrzebu Antoniego Szemika w czerwcu 1993 roku kombatanci Armii Krajowej z Łodygowic ujawnili, że sklep pełnił funkcję punktu kontaktowego dla byłych członków AK z Żywiecczyzny. Już w 1945 roku, wspólnie z innymi osobami z tej grupy przybyłej na Ziemie Odzyskane, Szemik organizował w lasach kudowskich punkty przerzutowe przez tzw. zieloną granicę do Czechosłowacji. Przeprowadzano tamtędy osoby zagrożone aresztowaniem, a także – w późniejszych miesiącach – osoby odbite z więzień Urzędu Bezpieczeństwa. W działaniach tych współpracowano z celnikami ze znajdującego się nieopodal przejścia granicznego w Słonem. Współpraca ta miała na celu m.in. utrudnianie ucieczek z Polski osobom wpisanym na tzw. niemiecką listę narodowościową, oskarżanym o współpracę z okupantem. 
Antoni Szemik okresowo powracał na Żywiecczyznę, jednak z uwagi na represje wobec byłych członków Armii Krajowej, zdecydował się pozostać w ukryciu. Do jego decyzji przyczyniły się m.in. tragiczne wydarzenia związane z likwidacją grupy partyzanckiej dowodzonej przez Henryka Flamego ps. „Bartek” (około 200 osób), która zaginęła we wrześniu 1946 roku, a także aresztowania: komendanta Okręgu AK Śląsk, płk. dypl. Zygmunta Jankego ps. „Walter” (w 1949 roku), komendanta Obwodu Żywiec AK „Bojowica” – kpt. Antoniego Płanika ps. „Roman” – oraz innych działaczy podziemia. Na stałe Szemik powrócił na Żywiecczyznę dopiero po śmierci Józefa Stalina w 1953 roku. Formalnego ujawnienia dokonał jednak dopiero w 1991 roku, kiedy na mocy obowiązujących przepisów wystarczające stało się złożenie Oświadczenia Świadka. W podobny sposób postąpiło wówczas wielu dotychczas nieujawnionych żołnierzy „Bojowicy”. Część z nich funkcjonowała przez cały okres powojenny aż do 1989 roku pod zmienionymi nazwiskami. 
W 1991 roku Władysław Michalski ps. „Hipek” z Kalnej, jeden z nielicznych żyjących wówczas współtowarzyszy Antoniego Szemika (legitymacja nr 0046402 z dnia 14 maja 1984 roku, ZBoWiD, Zarząd Wojewódzki), złożył Oświadczenie Świadka, w którym napisał: „Ratował ludzi przed aresztowaniami poprzez ich ostrzeganie i pomoc w ucieczce, uratował w ten sposób między innymi ob. Ryłko Tadeusza z Soli, obywatela Caputę, panią Jeziorską i wielu innych”. Zarówno Władysław Michalski, jak i drugi świadek – Stefan Fijak (zaświadczenie weryfikacji nr 224/177/B) – potwierdzili, że Antoni Szemik był represjonowany, aresztowany i pobity przez Gestapo w wyniku donosów ze strony niektórych mieszkańców regionu. 
Po pierwszych wolnych wyborach w 1989 roku, Antoni Szemik przeszedł zawał serca. Po długiej chorobie zmarł 10 czerwca 1993 roku w Pietrzykowicach Żywieckich. Za życia nie ubiegał się o awanse ani odznaczenia za swoją służbę w Armii Krajowej. Nigdy nie wstąpił do Polskiej Zjednoczonej Partii Robotniczej ani do Związku Bojowników o Wolność i Demokrację. Do końca życia pozostał w stopniu starszego strzelca AK, dochowując tajemnicy konspiracyjnej. Zmarł jako cichy uczestnik działalności Oddziału Partyzanckiego „Garbnik”, jednostki rozpoznawczej 21. Dywizji Piechoty Armii Krajowej.